# Campeonato Mundial de Halterofilismo de 2017 - Até 69 kg feminino
A categoria até 69 kg feminino foi um evento do Campeonato Mundial de Halterofilismo de 2017, disputado no Centro de Convenções Anaheim, em Anaheim, nos Estados Unidos, entre 1 e 2 de dezembro de 2017. 

## Calendário
Horário local (UTC-8) 
| Dia           | Horário | Fase    |
| ------------- | ------- | ------- |
| 1 de dezembro | 10:55   | Grupo B |
| 2 de dezembro | 15:25   | Grupo A |

## Medalhistas
| Evento   | Ouro                   | Ouro   | Prata               | Prata  | Bronze                 | Bronze |
| -------- | ---------------------- | ------ | ------------------- | ------ | ---------------------- | ------ |
| Arranque | Miyareth Mendoza (COL) | 106 kg | Mattie Rogers (USA) | 104 kg | Leydi Solís (COL)      | 104 kg |
| Aremesso | Sara Ahmed (EGY)       | 136 kg | Leydi Solís (COL)   | 135 kg | Mattie Rogers (USA)    | 131 kg |
| Total    | Leydi Solís (COL)      | 239 kg | Mattie Rogers (USA) | 235 kg | Miyareth Mendoza (COL) | 233 kg |

## Recordes
Antes desta competição, o recorde mundial da prova era o seguinte:
| Recorde         | Tipo      | Atleta               | Peso   | Local         | Data                   |
| Recorde Mundial | Arranque  | Oxana Slivenko (RUS) | 123 kg | Santo Domingo | 4 de outubro de 2006   |
| Recorde Mundial | Arremesso | Zarema Kasaeva (RUS) | 157 kg | Doha          | 13 de novembro de 2005 |
| Recorde Mundial | Total     | Oxana Slivenko (RUS) | 276 kg | Chiang Mai    | 24 de setembro de 2007 |

## Resultado
Os resultados foram os seguintes. 
| Pos.              | Atleta                       | Grupo | Arranque (kg) | Arranque (kg) | Arranque (kg) | Arranque (kg)    | Arremesso (kg) | Arremesso (kg) | Arremesso (kg) | Arremesso (kg)    | Total |
| Pos.              | Atleta                       | Grupo | 1             | 2             | 3             | Resultado        | 1              | 2              | 3              | Resultado         | Total |
| ----------------- | ---------------------------- | ----- | ------------- | ------------- | ------------- | ---------------- | -------------- | -------------- | -------------- | ----------------- | ----- |
| Medalha de ouro   | Leydi Solís (COL)            | A     | 104           | 104           | 107           | Medalha de ouro  | 135            | 137            | 137            | Medalha de prata  | 239   |
| Medalha de prata  | Mattie Rogers (USA)          | A     | 101           | 104           | 107           | Medalha de prata | 131            | 135            | 135            | Medalha de bronze | 235   |
| Medalha de bronze | Miyareth Mendoza (COL)       | A     | 102           | 102           | 106           | Medalha de ouro  | 123            | 127            | 130            | 5                 | 233   |
| 4                 | Anacarmen Torres (MEX)       | A     | 96            | 99            | 101           | 7                | 125            | 128            | 132            | 4                 | 227   |
| 5                 | Hung Wan-ting (TPE)          | A     | 98            | 100           | 102           | 5                | 122            | 125            | 130            | 7                 | 225   |
| 6                 | Giorgia Bordignon (ITA)      | A     | 95            | 100           | 100           | 6                | 117            | 122            | 130            | 8                 | 222   |
| 7                 | Patricia Strenius (SWE)      | A     | 94            | 99            | 99            | 10               | 121            | 127            | 127            | 6                 | 221   |
| 8                 | Punam Yadav (IND)            | B     | 93            | 96            | 98            | 8                | 120            | 123            | 125            | 9                 | 218   |
| 9                 | Angie Palacios (ECU)         | B     | 90            | 94            | 95            | 9                | 112            | 116            | 120            | 11                | 215   |
| 10                | Nguyễn Thị Vân (VIE)         | B     | 90            | 93            | 95            | 12               | 115            | 115            | 120            | 10                | 213   |
| 11                | Apolonia Vaivai (FIJ)        | B     | 94            | 97            | 97            | 11               | 111            | 115            | 115            | 13                | 209   |
| 12                | Kristel Macrohon (PHI)       | B     | 85            | 90            | 90            | 13               | 110            | 115            | 115            | 12                | 200   |
| 13                | Sólveig Sigurðardóttir (ISL) | B     | 82            | 86            | 86            | 14               | 103            | 104            | 108            | 14                | 190   |
| 14                | Aníta Líf Aradóttir (ISL)    | B     | 78            | 78            | 81            | 15               | 100            | 104            | 111            | 15                | 182   |
| 15                | Arcangeline Fouodji (CMR)    | B     | 75            | 75            | 80            | 16               | 100            | 100            | 100            | 16                | 175   |
| —                 | Kim Su-hyeon (KOR)           | A     | 100           | 103           | 105           | 4                | 130            | 132            | 132            | —                 | —     |
| —                 | Sara Ahmed (EGY)             | A     | 102           | 104           | 104           | —                | 126            | 132            | 136            | Medalha de ouro   | —     |
| DSQ               | Romela Begaj (ALB)           | A     | 103           | 105           | 107           | —                | 125            | 128            | 131            | —                 | —     |